# Quinson
Quinson é uma comuna francesa na região administrativa da Provença-Alpes-Costa Azul, no departamento dos Alpes da Alta Provença. Estende-se por uma área de 28,11 km². Em 2010 a comuna tinha 415 habitantes (densidade: 14,8 hab./km²).